# David Bonior
David Edward Bonior (Detroit; 6 de junio de 1945) es un político estadounidense que se desempeñó como representante de los Estados Unidos por el 10.º distrito congresional de Míchigan entre 1993 y 2003, y por el 12.º distrito entre 1977 y 1993. Dirigió al Caucus Demócrata de la Cámara como líder de mayoría (1991-1995) y de la minoría (1995-2002).
Durante su mandato, fue la cara pública de la oposición demócrata al Tratado de Libre Comercio de América del Norte (TLCAN), y fue conocido por su tenacidad al oponerse al presidente republicano de la Cámara, Newt Gingrich, contra quien Bonior presentó más de setenta y cinco cargos de ética.

## Primeros años
Nació en Detroit, Míchigan, hijo de Irene (Gavreluk) y Edward Bonior. Traza su historia familiar desde Ucrania y Polonia. Se graduó de Notre Dame High School en Harper Woods, Michigan, en 1963, donde se destacó en los deportes. Recibió una licenciatura en la Universidad de Iowa, donde también jugó fútbol y se convirtió en miembro del capítulo Iowa Beta de la fraternidad Sigma Alpha Epsilon, en 1967. Recibió una maestría de Chapman College en Orange, California, en 1972.
Sirvió en la Fuerza Aérea de los Estados Unidos durante el desenlace de la guerra de Vietnam entre 1968 y 1972, aunque no en Vietnam. Fue uno de los fundadores del Caucus de Veteranos de la Era de Vietnam en Capitol Hill y fue un firme partidario del movimiento de veteranos de Vietnam.

## Carrera política
Fue miembro de la Cámara de Representantes de Míchigan entre 1973 y 1976. En 1976, fue elegido miembro de la Cámara de Representantes de los Estados Unidos por el 12.º distrito congresional de Míchigan (con sede en el condado de Macomb) para el 95.º y los doce congresos posteriores, sirviendo desde el 3 de enero de 1977 hasta el 3 de enero de 2003. Su distrito fue renumerado como el 10.º en 1993, después de que Míchigan perdiera un escaño en la Cámara como resultado del censo de 1990.

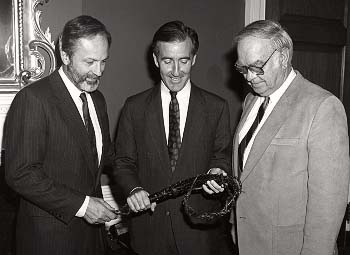
Bonior (izquierda) con los representantes Richard Neal (centro) y Joe Moakley (derecha).

Se desempeñó como líder adjunto de la mayoría en los 102.º y 103.º Congresos, y líder adjunto de la minoría entre el 104.º y el 107.º Congreso. Mientras que los demócratas eran mayoría, era el demócrata de tercer rango en la Cámara, detrás del presidente Tom Foley y el líder de la mayoría, Dick Gephardt. Mientras estaban en situación de minoría, era el segundo al mando detrás de Gephardt.
En el Congreso, generalmente tuvo un historial de votación progresista, pero se opuso al aborto en la mayoría de los casos. En 1991 apoyó firmemente el reconocimiento de Ucrania como nación independiente y criticó a la administración de George H. W. Bush en ese asunto.
Durante la mayor parte de su mandato en el Congreso, representó un distrito bastante compacto en los condados de Macomb y St. Clair al noreste de Detroit. Sin embargo, después del censo de 2000, Míchigan perdió uno de sus 16 escaños en la Cámara de Representantes. El proceso de redistribución de distritos estuvo controlado por la mayoría republicana en la legislatura estatal, y la casa de Bonior en Mount Clemens se situó del distrito 10 al distrito 12. Ese distrito había sido representado durante mucho tiempo por el demócrata Sander Levin, amigo de Bonior. Al mismo tiempo, la legislatura estatal modificó radicalmente el 10.º distrito, extendiéndolo hasta la región de The Thumb. El nuevo distrito era considerablemente más rural y republicano que su predecesor; George W. Bush ganó por poco en los límites anteriores del 10.º distrito, pero habría ganado el nuevo distrito por un amplio margen.
Debido a esto, Bonior no se postuló para la reelección a la Cámara y eligió postularse para gobernador de Míchigan, y renunció como líder adjunto de los demócratas de la Cámara a principios de 2002; Nancy Pelosi, de California, lo sucedió. Perdió en una primaria muy reñida entre el exgobernador James Blanchard y la entonces fiscal general de Míchigan y eventual nominada Jennifer Granholm, quien ganó las elecciones generales. Como era de esperar, Miller ganó fácilmente el escaño de Bonior en la Cámara y lo mantuvo hasta su retiro en 2016.

## Carrera posterior
Después de su retiro en la Cámara, se convirtió en profesor de estudios laborales en la Universidad Estatal de Wayne, y fundó American Rights at Work, una organización de defensa sindical de la que actualmente se desempeña como presidente. En 2006, el exsenador John Edwards eligió a Bonior para realizar su campaña a la presidencia en 2008. Se desempeñó como director de campaña durante la candidatura de Edwards. Tras la elección de Barack Obama en noviembre de 2008, fue miembro del consejo asesor económico del presidente electo.
También se ha convertido en gastrónomo, siendo propietario y operador de los restaurantes Agua 301 y Zest.
Es miembro del ReFormers Caucus de Issue One.
Él y su esposa fueron descritos como miembros "desde hace mucho tiempo" de los Socialistas Demócratas de América en 2015.